# Sysmä

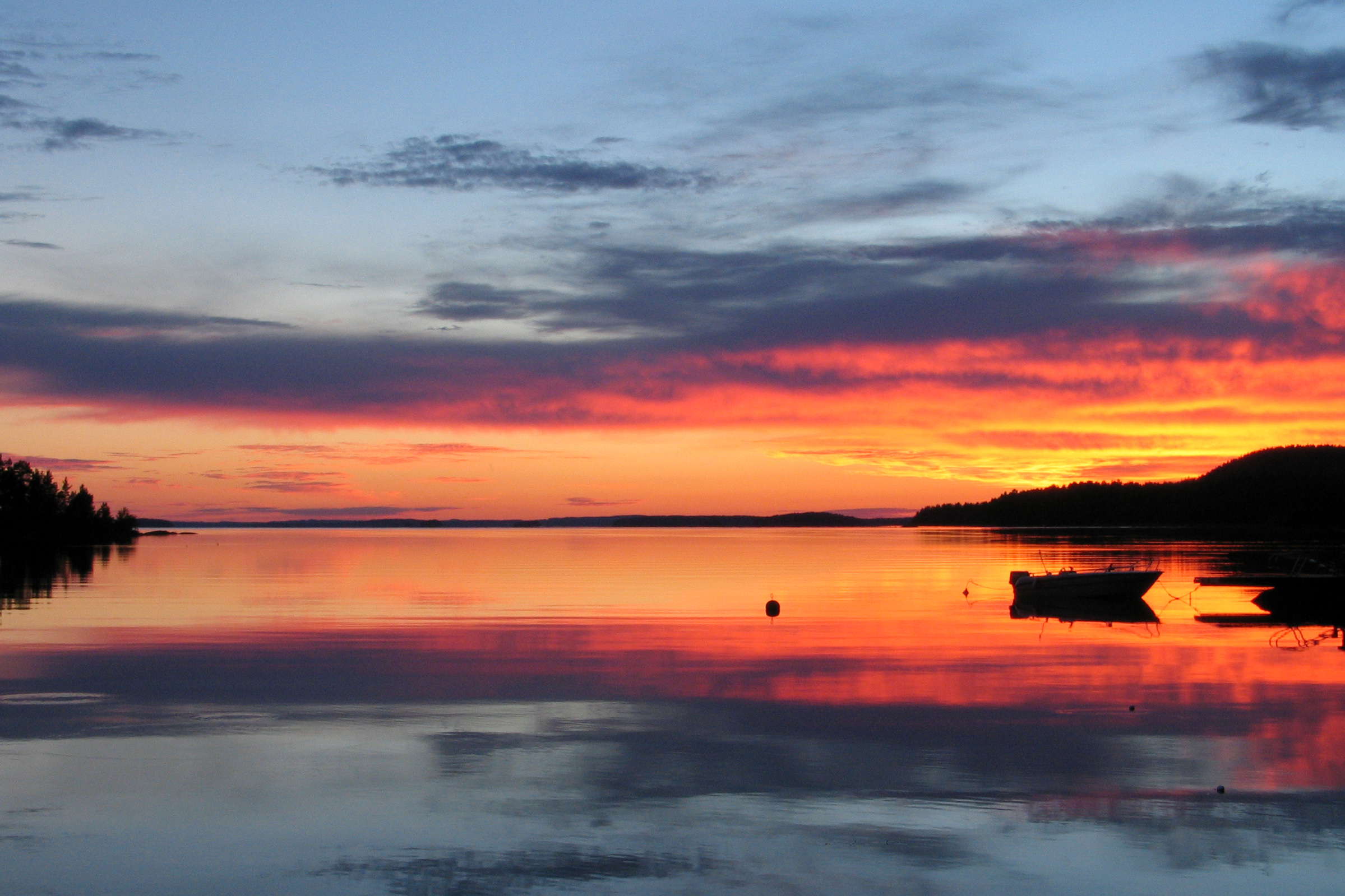
Pôr-do-sol no lago Päijänne, em Sysmä.

Sysmä é um município da Finlândia situado na Finlândia Meridional e é parte da região Päijänne Tavastia. O município tem, aproximadamente, uma população de 4.716 habitantes (2003) e cobre uma área de 936,57 km², onde 270,37 km² é água. A densidade demográfica é de 7,1 habitantes por km².
No município é falado apenas o idioma finlandês.

É considerada uma cidade literária desde 4 de Julho de 1997.